# Okres Jawor
Okres Jawor (polsky Powiat jaworski) je okres v polském Dolnoslezském vojvodství. Rozlohu má 581,10 km² a v roce 2023 zde žilo 47 213 obyvatel. Sídlem správy okresu je město Jawor.

## Gminy
Městská:
- Jawor

Městsko-vesnická:
- Bolków

Vesnické:
- Męcinka
- Mściwojów
- Paszowice
- Wądroże Wielkie

## Města
- Bolków
- Jawor

## Sousední okresy
| Růžice kompasu |           | Legnica       | Środa Śląska | Růžice kompasu |
| Růžice kompasu | Złotoryja | Sever         | Svídnice     | Růžice kompasu |
| Růžice kompasu | Złotoryja | Okres Jawor   | Svídnice     | Růžice kompasu |
| Růžice kompasu | Złotoryja | Jih           | Svídnice     | Růžice kompasu |
| Růžice kompasu | Krkonoše  | Kamienna Góra | Valbřich     | Růžice kompasu |